# Anosia anomala
Anosia anomala är en fjärilsart som beskrevs av Abel Dufrane 1948. Anosia anomala ingår i släktet Anosia och familjen praktfjärilar. Inga underarter finns listade i Catalogue of Life.